# Virachola ufipa
Virachola ufipa är en fjärilsart som beskrevs av Jan Kielland 1978. Virachola ufipa ingår i släktet Virachola och familjen juvelvingar. Inga underarter finns listade i Catalogue of Life.